# 混沌通讯大会

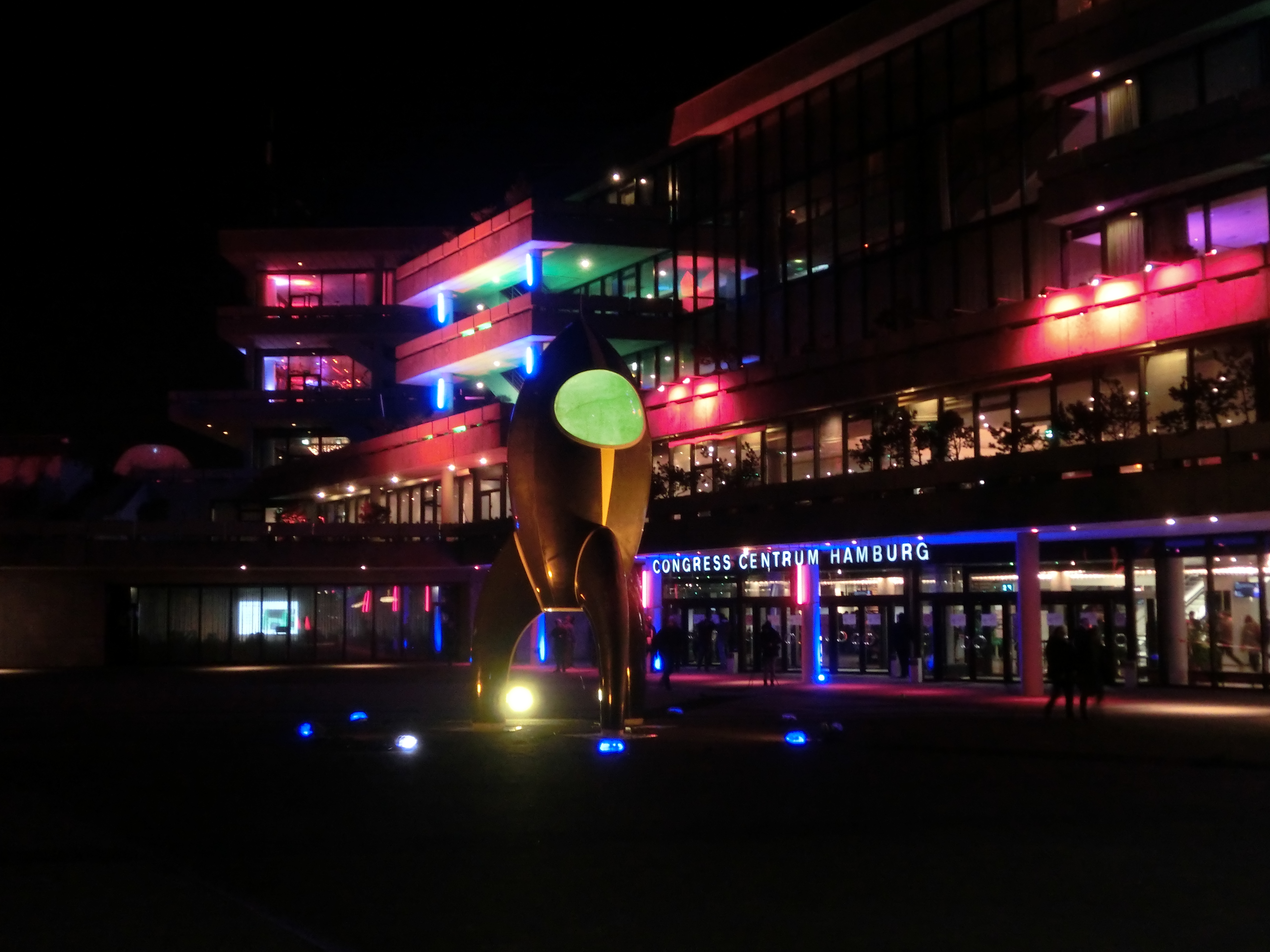
舉辦於漢堡的31C3大會

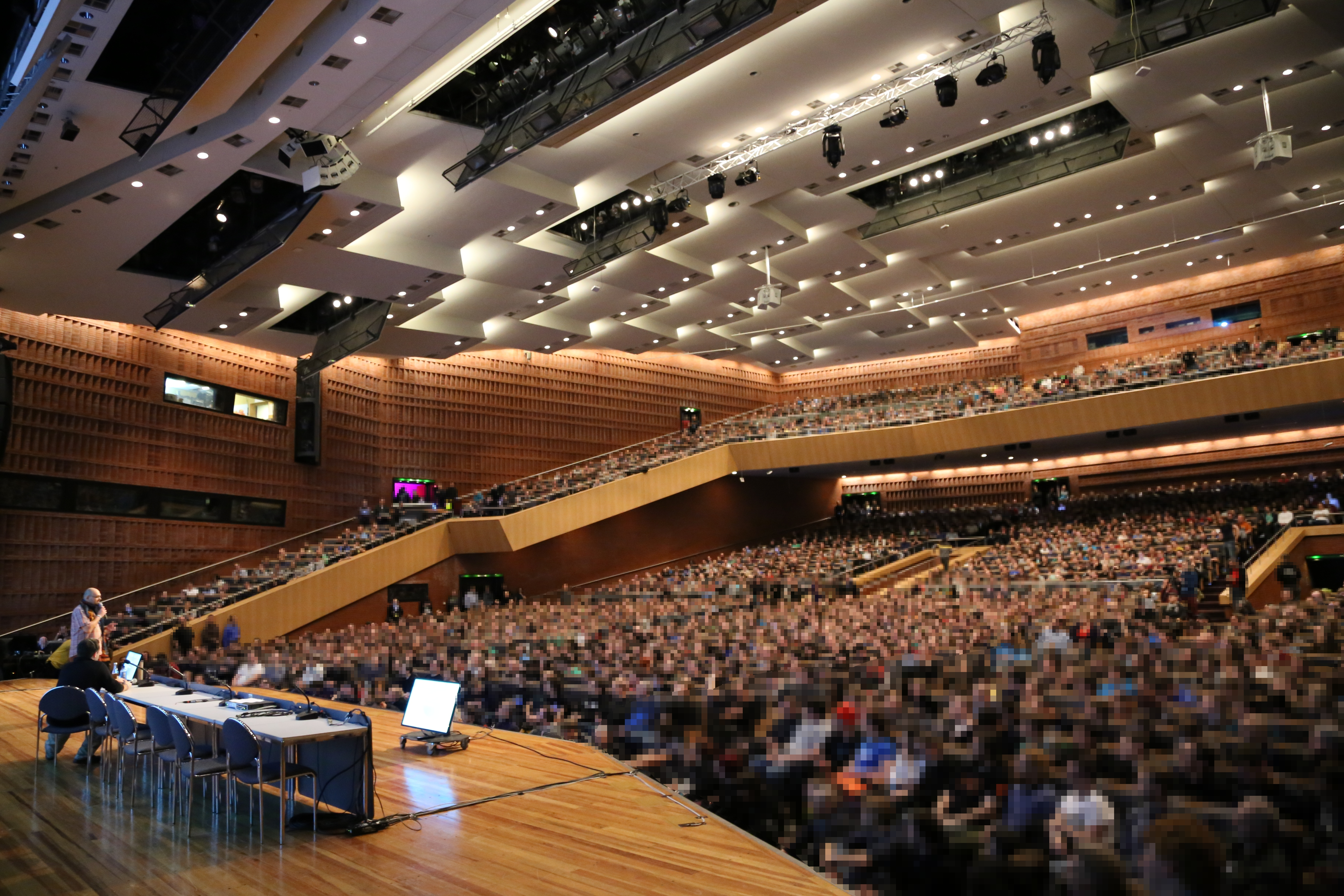
葛倫·葛林華德在30C3演講時台下觀眾照

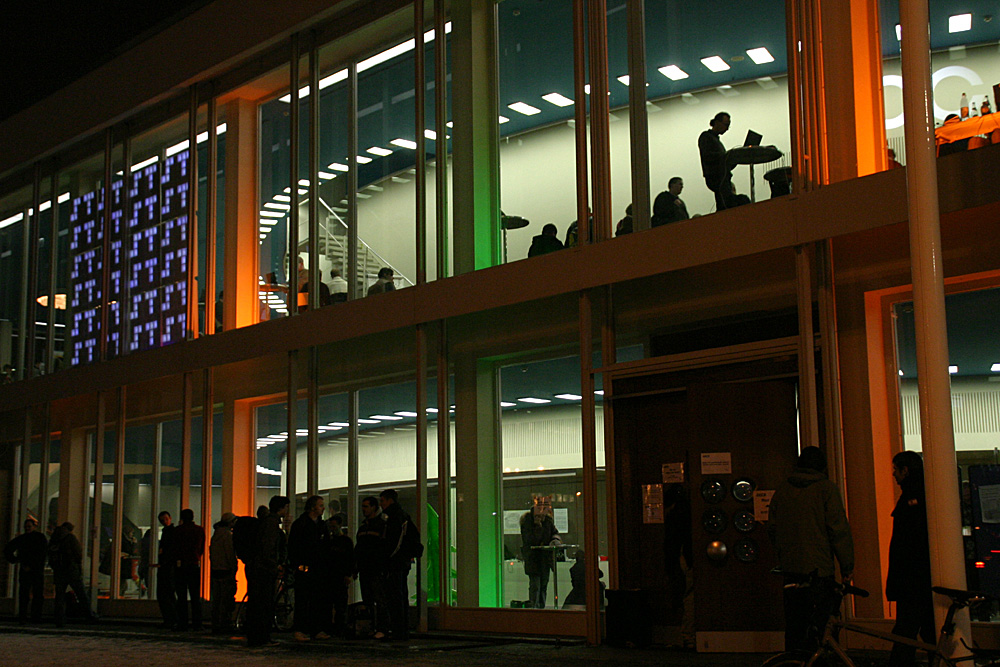
2005年12月的22C3

混沌通讯大会（英語：Chaos Communication Congress）是由混沌計算機俱樂部籌辦的年度會議。該大會有關於安全、加密、隱私和線上言論自由技術和政治問題的各種講座和工作坊。該活動自 1984 年以來固定在年底舉行，並自 2005 年起固定在12月27日至30日。它被認為和舉辦在拉斯维加斯的DEF CON一樣是最大的資訊活動之一。

## 歷史
該大會於1984年在漢堡開始，1998 年移至柏林，2012年由於與會者超過了柏林場地的4,500人上限，再次回到漢堡舉辦。從那次開始，大會繼續吸引愈來愈多朝聖者，2012年約6600人，2015 年超過13000人，2017年超過15000人。  自2017 年以來，由於漢堡場地的翻新而改在萊比錫展覽中心，現有的空間不足以滿足日益增長的大會需求。 
講者的多樣性是此大會的特色之一。籌備工作由稱為混沌天使（Chaos Angels）的志工們完成。 2016 年非會員的四天門票為 100 歐元 ，2018 年加入了萊比錫地區的交通票而提高至 120 歐元。 
大會的一大重點是社群攤位（Assemblies），半開放式的空間提供桌子、網路連線，讓有熱忱的組織及個人對專案、工作坊、自助議程進行協作及交流。2012 年推出 後，台灣自 2018 年也開始擺設 台灣進香團 （页面存档备份，存于） 介紹台灣文化。 
從 1997 年到 2004 年，大會還舉辦了一年一度的德国開鎖錦標賽。 2005 年起大會由三天改為四天，並停辦了開鎖錦標賽。

## 畫廊

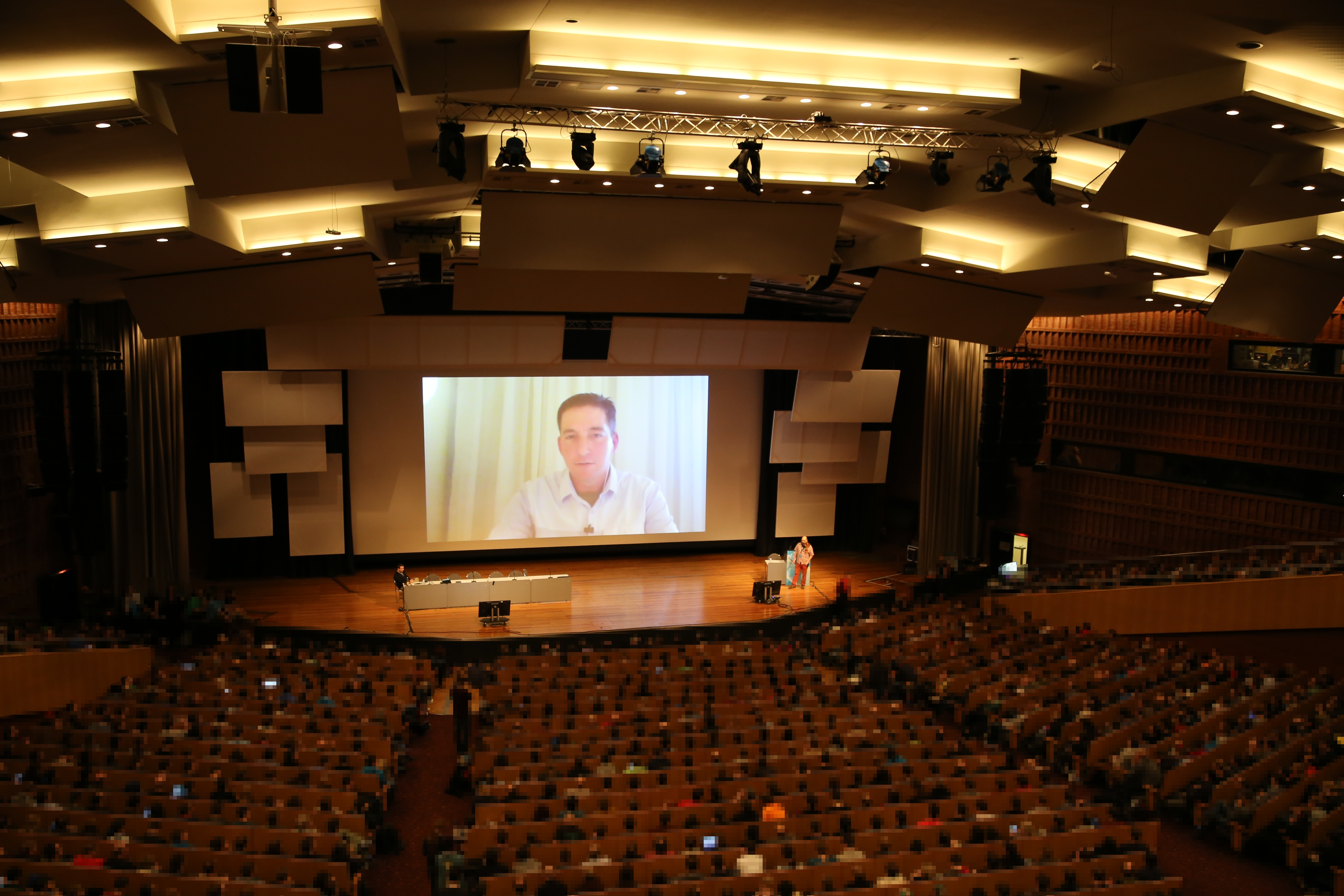
Glenn Greenwald 在 30C3 時發表了他的主題演講
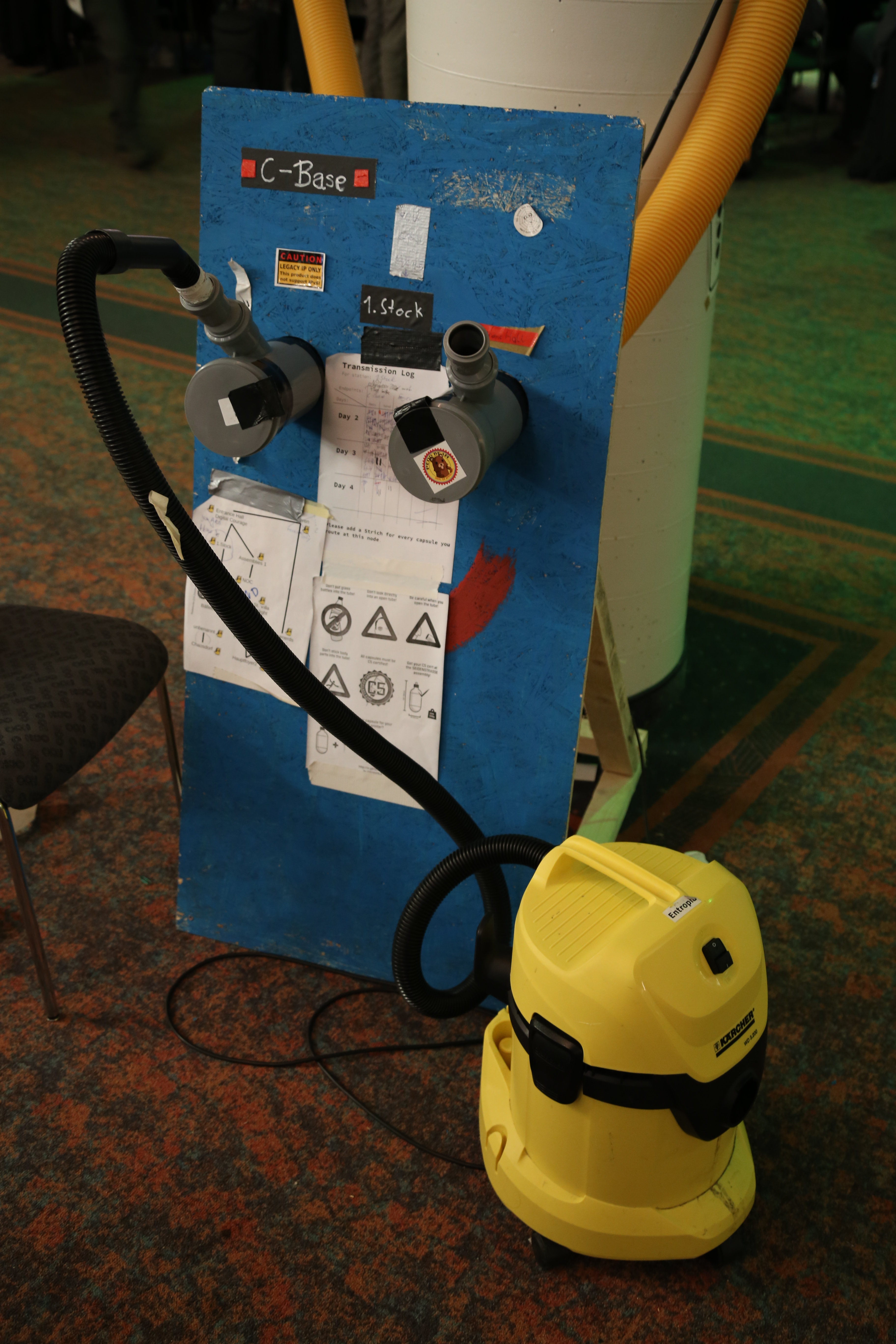
絲綢之路（Seidenstraße），30C3 引入的氣動管道系統
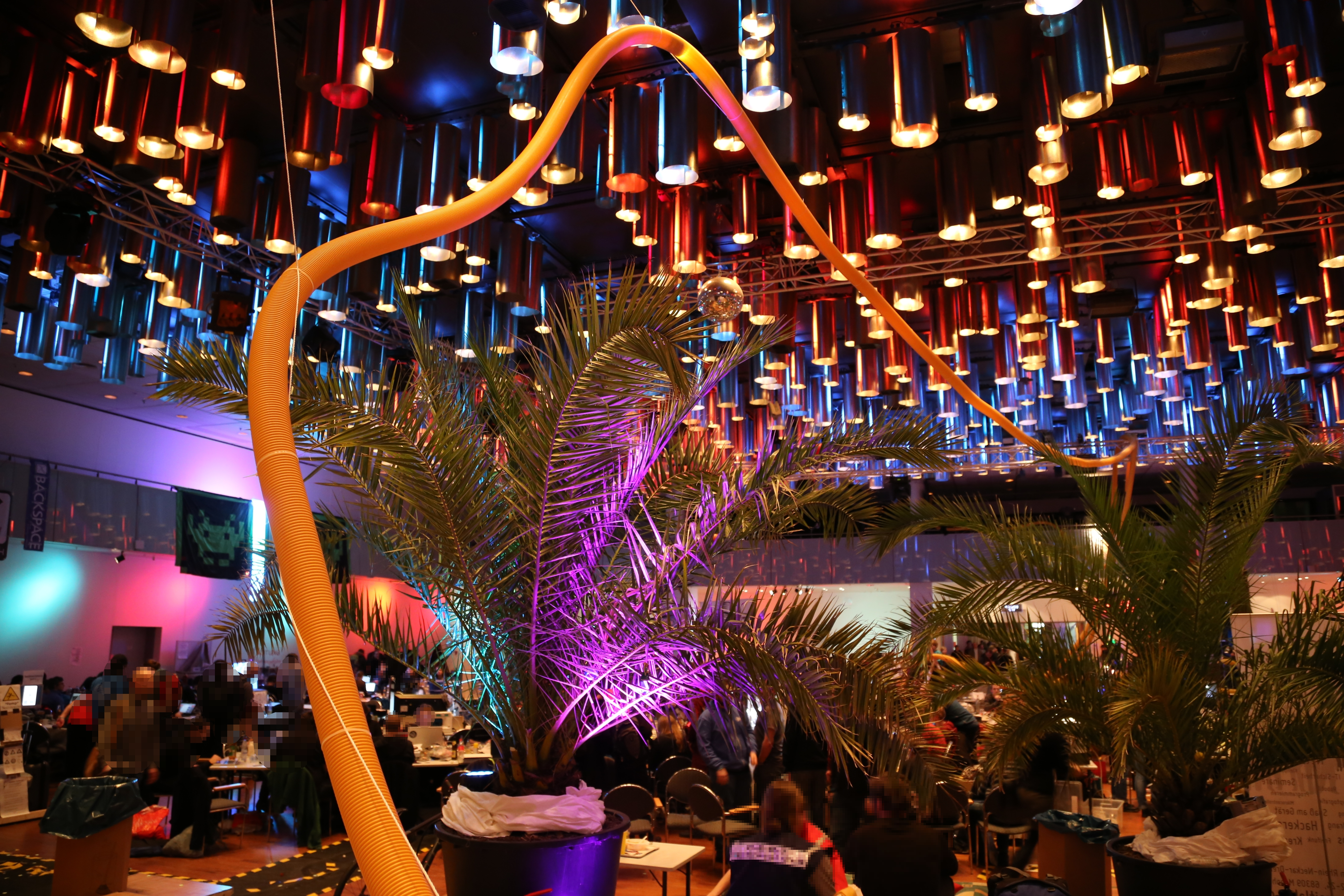
30C3 的社群攤位和氣動管道系統
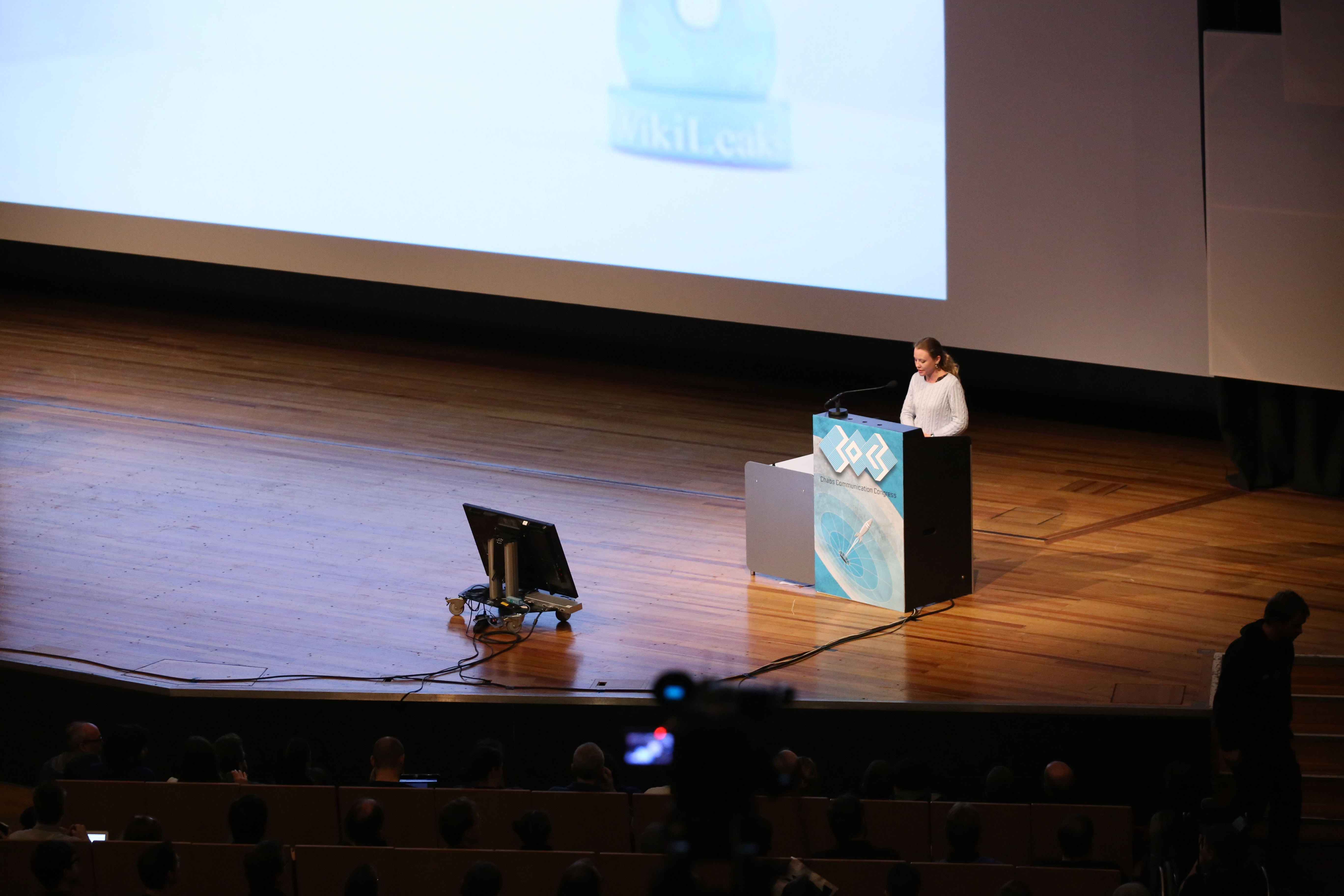
朱利安·阿桑奇 在 30C3 出現
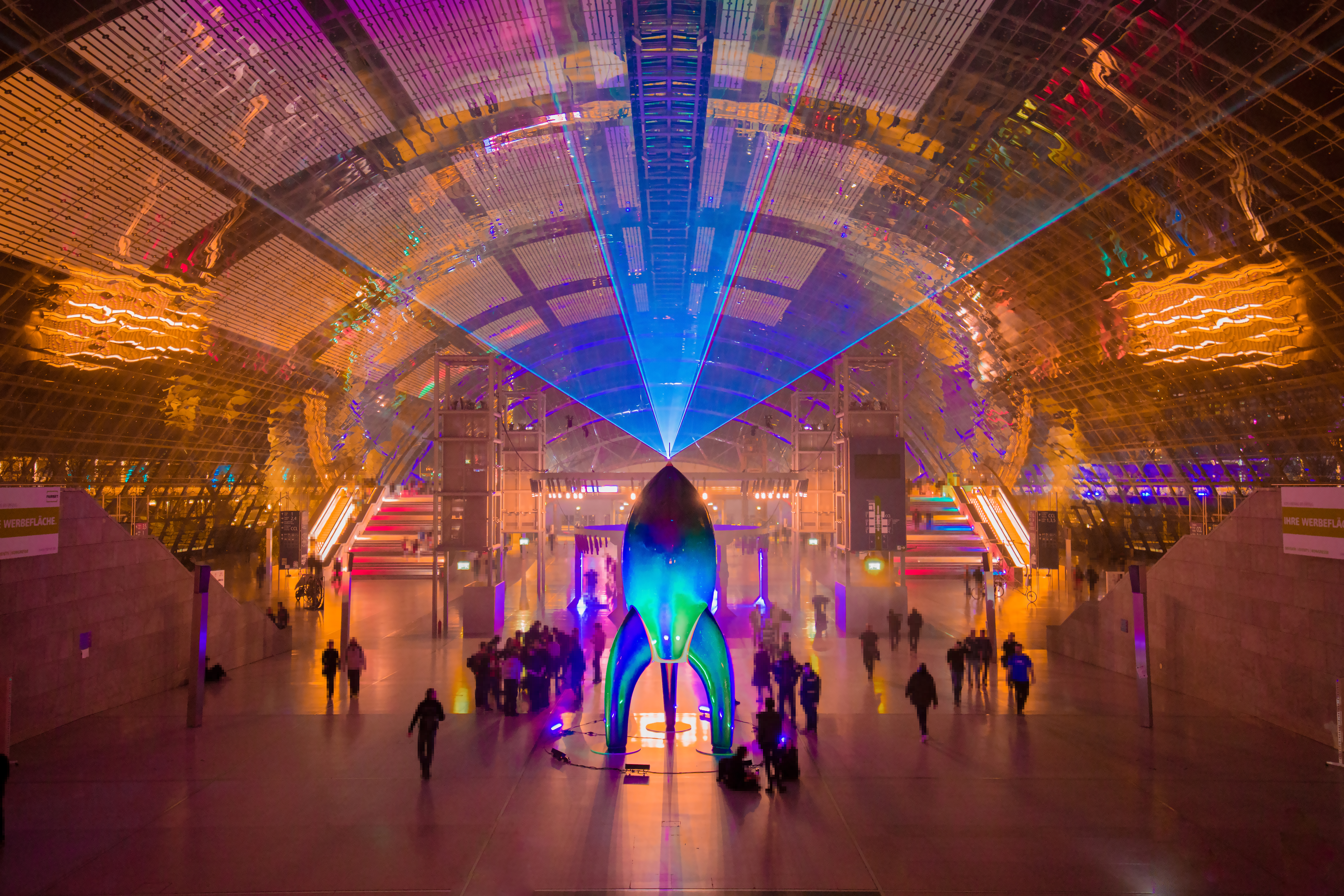
34C3 期間 萊比錫貿易博覽會 的主要大廳
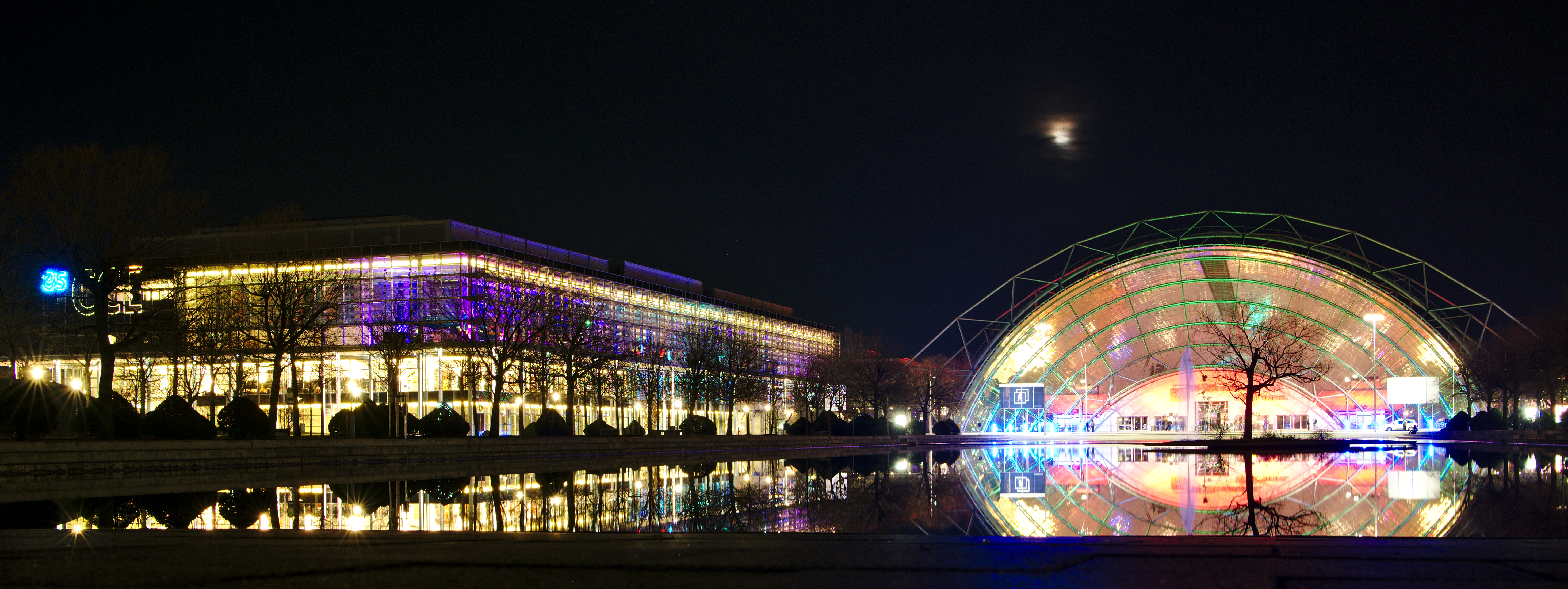
從西方觀看 35C3 的 萊比錫貿易博覽會 場地

## 外部連結
- 混沌通訊大會概述 （页面存档备份，存于）
- 混沌通訊大會（及其他活動）的部落格 （页面存档备份，存于）